# Florin Ionescu
Florin Ionescu (n. 3 februarie 1971, Iași, România) este un fost atlet român, specializat în proba de 3000 de metri cu obstacole.

## Carieră
Prima lui performanță a fost locul 10 la Campionatul Mondial de Juniori (sub 20) din 1990 de la Plovdiv. La Campionatul Mondial din 1995 de la Göteborg a obținut locul 6. Anul următor el a participat la Jocurile Olimpice de la Atlanta unde a ajuns în semifinală. În 1997 s-a clasat pe locul 12 la Campionatul Mondial.
La Campionatul Mondial din 1999 de la Sevilla Florin Ionescu s-a calificat în finală, stabilind recordul național cu un timp de 8:13,26 min. În finală a ocupat locul 8. În 2000 a participat la Jocurile Olimpice de la Sydney dar nu a reușit să se califice în finală.
Florin Ionescu a fost de șase ori campion național în  1993, 1994, 1997 și 1999-2001.

## Realizări
| An   | Competiție                              | Locație                  | Loc | Eveniment        | Note    |
| ---- | --------------------------------------- | ------------------------ | --- | ---------------- | ------- |
| 1990 | Campionatul Mondial de Juniori (sub 20) | Plovdiv, Bulgaria        | 10  | 3000 m obstacole | 9:04,30 |
| 1994 | Campionatul Mondial de Cros             | Budapesta, Ungaria       | 184 | 12,1 km          | 38:05   |
| 1995 | Campionatul Mondial                     | Göteborg, Suedia         | 6   | 3000 m obstacole | 8:15,44 |
| 1996 | Jocurile Olimpice                       | Atlanta, Statele Unite   | 15  | 3000 m obstacole | 8:28,77 |
| 1997 | Campionatul Mondial                     | Atena, Grecia            | 12  | 3000 m obstacole | 8:39,67 |
| 1999 | Campionatul Mondial de Cros             | Belfast, Irlanda de Nord | 58  | 4,236 km         | 13:37   |
| 1999 | Campionatul Mondial                     | Sevilla, Spania          | 8   | 3000 m obstacole | 8:18,17 |
| 1999 | Campionatul European de Cros            | Velenje, Slovenia        | 37  | 9,8 km           | 35:25   |
| 1999 | Campionatul European de Cros            | Velenje, Slovenia        | 6   | echipe           | 35:25   |
| 2000 | Jocurile Olimpice                       | Sydney, Australia        | 27  | 3000 m obstacole | 8:37,44 |

## Recorduri personale
| Probă            | Performanță | Dată           | Locație |
| ---------------- | ----------- | -------------- | ------- |
| 3000 m obstacole | 8:13,26 RN  | 21 august 1999 | Sevilla |
| 3000 m           | 8:14,41     | 22 iunie 1995  | Zagreb  |